# Mauerkirchen
Mauerkirchen là một đô thị ở huyện Braunau am Inn bang Oberösterreich, nước Áo. Đô thị này có diện tích 3 km², dân số thời điểm ngày 31 tháng 12 năm 2005 là 2260 người.